# Armégrupp Syd
Armégrupp Syd (tyska: Heeresgruppe Süd) var namnet på en tysk armégrupp som stred på östfronten under andra världskriget.

## Invasionen av Polen

### Organisation[1]
- 239. Infanterie-Division (Ferdinand Neuling)
- 221. Infanterie-Division (Johann Pflugbeil)
- 213. Infanterie-Division (René de l'Homme de Courbière)
- 62. Infanterie-Division (Walter Keiner)
- 68. Infanterie-Division (Georg Braun)
- 27. Infanterie-Division (Friedrich Bergmann)
- 8. Armén (Johannes Blaskowitz)
- 10. Armén (Walter von Reichenau)
- 14. Armén (Wilhelm List)

## Östfronten 1941

### Organisation[2]
- 6. Armén (Walter von Reichenau)
- 11. Armén
- 17. Armén
- Panzergruppe 1

## Östfronten 1942
Under våren och försommaren 1942 slutförde 11. Armee erövringen av Sevastopol, staden föll slutligen den 4 juli. Under tiden förberedde resten av Armégrupp Syd sig för den stora sommaroffensiven mot Kaukasus, Operation Blå, genom att genomföra ett antal mindre operationer i syfte att erövra lämpliga utgångspositioner för den stora offensiven. Den ursprungliga planen för operation Blå var att man först skulle erövra kommunikationsknuten Voronezj, sedan inringa och förinta sovjetiska arméer väster om Don. Först därefter skulle 6. Armee avancera mot Volga för att skära av denna transportrutt samt slå ut industrierna i Stalingrad, att erövra Stalingrad ansågs inte nödvändigt. Sedan skulle 1. Panzerarmee och 17. Armee avancera söderut för att erövra oljefälten i Kaukasus.
Den 28 juni började operation Blå, 4. Panzerarmee och 2. Armee angrepp österut från Kurskområdet mot Voronezj, medan övriga arméer avancerade österut över stäppen. Genom hårt sovjetiskt motstånd kring Voronezj och att Röda armen retirerade på stäppen, vilket hindrade tyskarna möjligheten till stora inringningar, började operationens tidsplan att falla samman. Hitler ville skynda på operationen och beslutade att man skulle dela upp armégrupp Syd i armégrupp A och armégrupp B den 13 juli. Armégrupp A skulle angripa söderut in i Kaukasus samtidigt som armégrupp B skulle rycka fram mot Volga och Stalingrad. Detta kom att minska kraftsamlingen i offensiven betydligt.

### Organisation
Armégruppens organisation i juni 1942:
- 2. Armee
- 6. Armee
- 1. Panzerarmee
- 17. Armee
- Gruppe v. Wietersheim
- 11. Armee

## Östfronten 1943
I februari 1943 slogs armégrupp B och armégrupp Don samman till den nya armégrupp Syd. Armégruppen ansvarade för angreppet på den södra delen av Kurskfickan under Slaget vid Kursk

### Organisation[2]
- 6. Armén
- 1. Panzerarmee
- 4. Panzerarmee
- Armeeabteilung Kempf

## Befälhavare
- Generalöverste Gerd von Rundstedt (1 september 1939 – 15 oktober 1939)
- Generalfältmarskalk Gerd von Rundstedt (10 juni 1941 – 1 december 1941)
- Generalfältmarskalk Walter von Reichenau (1 december 1941 – 16 januari 1942)
- Generalfältmarskalk Fedor von Bock (16 januari 1942 – 13 juli 1942)
- Generalfältmarskalk Erich von Manstein (februari 1943 – 31 mars 1944)
- Generalfältmarskalk Walter Model (31 mars 1944 – 4 april 1944)
- Generalöverste Johannes Friessner (september 1944 – 28 december 1944)
- General av infanteriet Otto Wöhler (28 december 1944 – 7 april 1945)
- Generalöverste Lothar Rendulic (7 april 1945 – 30 april 1945)